# Бусайна бінт аль-Мутамід ібн Аббад
Бусайна бінт аль-Мутамід ібн Аббад (араб. بثينة بنت المعتمد بن عباد, кириліз.: Бусайна бінт аль-Мутамід ібн Аббад) — поетеса Аль-Андалусу.
Вона народилася в 1070 році і була дочкою аль-Мутаміда ібн Аббада, правителя Севільської тайфи, і його дружини аль-Румайкії, андалузької поетеси. Один із її віршів, «Слухай мої слова», розповідає про продаж у рабство після повалення її батька.
Після першого падіння влади її батька, Бусайна втекла, але потрапила в засідку і була продана в рабство. Чоловік, який купив її, не впізнав її і віддав своєму синові. Бусайна розповіла синові, хто вона така (можливо, тому, що він хотів сексу, а вона відмовила), і заявила, що вони повинні одружитися. Син погодився і надіслав батькові Бусайни листа з проханням дозволити йому одружитися з нею. Бусайна написала вірш, який надіслала батькові разом із листом, пояснюючи ситуацію, описуючи сина як доброго і благородного, та просячи благословення, яке він надав.